# Lubuska Kolej Regionalna
Lubuska Kolej Regionalna – pierwszy polski regionalny przewoźnik kolejowy. Przedsiębiorstwo zostało założone w 1991 w Zielonej Górze, natomiast rok później spółkę powołano zarządzeniem ministra transportu i gospodarki morskiej w celu uruchomienia połączeń pasażerskich na nierentownych liniach, których obsługi zaniechały Polskie Koleje Państwowe. W 1993 rozpoczęto kursy z wykorzystaniem taboru sprowadzonego z Danii. Ofertę planowano rozszerzyć o połączenia towarowe, ale ostatecznie w 1994 z przyczyn finansowych przedsiębiorstwo zakończyło działalność, a jego likwidacja trwała przez trzy kolejne lata.

## Historia

### Geneza
Na początku lat 90. XX wieku w przewozach kolejowych miał miejsce deficyt budżetowy, w związku z którym rozpoczęto akcję likwidacji nierentownych połączeń pasażerskich. W uchwale nr 70 Rady Ministrów z 14 maja 1991 wymieniono odcinki sieci PKP, na których 1 lipca planowano całkowicie zamknąć ruch kolejowy. 10 lipca 1991 dyrektor generalny PKP Aleksander Janiszewski skierował do wojewodów pismo, w którym poinformował o zamierzeniach zawartych w uchwale oraz przedstawił propozycje przekazania zamykanych linii innym użytkownikom: zakładom pracy, przedsiębiorstwom prywatnym lub kolejom niepublicznym, jednak bez szczegółowych zasad zmiany własności majątku PKP.
Na terenie ówczesnego województwa zielonogórskiego przewidywano zamknięcie 20 odcinków o łącznej długości 470 km, co pozbawiłoby komunikacji kolejowej znaczną część mieszkańców województwa. W związku z tym 19 lipca 1991 w urzędzie wojewódzkim w Zielonej Górze wicewojewoda T. Bobiecki spotkał się z przedstawicielami samorządów oraz dyrektorem Rejonu Przewozów Kolejowych w Zielonej Górze Zdzisławem Wolnym. Podczas dyskusji zaproponowano, by na bazie zamykanych linii utworzyć kolej regionalną, a także zadecydowano o przeprowadzeniu przez Rejon Przewozów Kolejowych i Wydział Infrastruktury Technicznej Urzędu Wojewódzkiego analizy możliwości technicznych i ekonomicznych prowadzenia przewozów przez tę kolej.
Przedstawiciele województwa zielonogórskiego postanowili poznać funkcjonowanie kolei regionalnej w Danii. W trakcie rozmów Duńczycy wyrazili gotowość pomocy i współpracy. Zaistniała możliwość zakupu 10 spalinowych zespołów trakcyjnych od kolei Danske Statsbaner i po negocjacjach za 47 tys. koron duńskich (1,5 mld starych złotych) otrzymano 10 wagonów napędowych, 29 wagonów pasażerskich oraz 40 wagonów części zamiennych i zestawów naprawczych. Umowa zakupu taboru przez stronę polską została zatwierdzona przez duński parlament.

### Początki przedsiębiorstwa
W II połowie września 1991 Sejmik Samorządowy Województwa Zielonogórskiego poparł pomysł powstania Lubuskiej Kolei Regionalnej, po czym w kancelarii notarialnej zawarto umowę spółki Lubuska Kolej Regionalna. 4 października 1991 przedsiębiorstwo zostało zarejestrowane w Sądzie Rejonowym w Zielonej Górze. Jego siedziba mieściła się w Zielonej Górze przy ul. Ludowej 1, a jego prezesem został Tadeusz Tomczak. Struktura udziałów spółki była następująca:
- 326 udziałów (98,79%) – Skarb Państwa reprezentowany przez Wojewodę Zielonogórskiego,
- 2 udziały (0,61%) – duńskie przedsiębiorstwo Antodele[1], spółka córka kolei Danske Statsbaner[3],
- 1 udział (0,30%) – samorząd gminy Jasień,
- 1 udział (0,30%) – samorząd gminy Sulechów[1].

W wyniku negocjacji prowadzonych przez PKP, zarząd LKR i władze województwa wytypowano linie kolejowe do przekazania nowemu przewoźnikowi. 4 marca 1992 ostatecznie określono obszar działania spółki, na który składało się 277 km linii. Wojewodzie Zielonogórskiemu na rzecz LKR przekazano odcinki:
- Toporów – Sieniawa Lubuska,
- Sulechów – Świebodzin (zamknięty ze względu na zły stan techniczny)[5],
- Sulechów – Konotop (zamknięty ze względu na zły stan techniczny)[5],
- Sulechów – Wolsztyn,
- Wolsztyn – Nowa Sól (najlepszy stan techniczny wśród przekazanych odcinków)[5],
- Kożuchów – Niegosławice[5],
- Stary Raduszec – Lubsko[4] i Lubsko – Tuplice (zamknięty ze względu na zły stan techniczny)[5],
- Lipinka Głogowska – Kolsko[4].

Jednocześnie ruch pociągów LKR dopuszczono na następujących odcinkach PKP:
- Zbąszyń – Zbąszynek,
- Świebodzin – Toporów,
- Leszno – Zbąszyń,
- Wolsztyn – Luboń – Poznań,
- Zbąszynek – Czerwieńsk – Gubin,
- Zielona Góra – Żary,
- Nowa Sól – Żagań,
- Żagań – Jasień – Gubinek,
- Nowa Sól – Czerwieńsk,
- Niegosławice – Tuplice,
- Tuplice – Łęknica,
- Jankowa Żagańska – Sanice,
- Żagań – Jankowa Żagańska,
- Żary – Jankowa Żagańska[4].

16 marca 1992 w Zielonej Górze nastąpiło uroczyste przekazanie pierwszych dwóch składów DSB dla LKR, a w lipcu przewoźnik został zwolniony z opłat za przejazdy po liniach PKP. 5 października, po dalszych staraniach LKR, dyrektor generalny PKP przekazał przewoźnikowi również odcinek Tuplice – Łęknica i dodatkowo Jankowa Żagańska – Sanice, 8 października natomiast minister transportu i gospodarki morskiej podpisał zarządzenie nr 101, na mocy którego powołano Lubuską Kolej Regionalną oraz uznano ją za kolej użytku publicznego.
W grudniu 1992 LKR zaproponowała ogólne zasady współpracy z PKP w zakresie przewozów towarowych. LKR w imieniu PKP miała wykonywać czynności spedycyjne na swoich liniach i ponosić koszt ich utrzymania, za co miała otrzymywać prowizję w wysokości 8% z należności przewozowej za całą drogę przesyłki, natomiast PKP własnym taborem i swoimi drużynami miałyby obsługiwać stronę techniczną zadania. W drugim etapie LKR planowała sama wykonywać przewozy towarowe z wykorzystaniem własnych lokomotyw i zasobów ludzkich. Spółka oczekiwała dużego dochodu przy niewielkim wzroście kosztów.
W 1993 LKR zawierała kolejne umowy i porozumienia z PKP. W styczniu uzgodniono rozkłady jazdy, a w marcu podpisano umowę dotyczącą przewozów pasażerskich. W kwietniu miało miejsce przekazanie części torów oraz magazynu i pomieszczeń warsztatowych w Lokomotywowni Czerwieńsk, a także rozpoczęto w ZNTK Poznań proces dopuszczenia duńskiego taboru do ruchu. W maju uzgodniono procedury postępowania w przypadku wypadków i awarii.

### Rozpoczęcie działalności
23 maja 1993, wraz z wprowadzeniem nowego rozkładu jazdy, Lubuska Kolej Regionalna rozpoczęła przewozy pasażerskie. Cztery z pięciu dopuszczonych do ruchu składów obsługiwały pociągi osobowe na trasach:
- Wolsztyn – Sulechów,
- Wolsztyn – Czerwieńsk,
- Wolsztyn – Sława Śląska,
- Wolsztyn – Niegosławice,
- Sieniawa Lubuska – Zielona Góra,
- Sieniawa Lubuska – Zbąszynek,
- Nowa Sól – Sława Śląska,
- Nowa Sól – Żary,
- Tuplice – Łęknica,
- Żagań – Lubsko[1].

Dodatkowo w weekendy kursował pociąg dalekobieżny relacji Czerwieńsk – Karpacz. W dni robocze pociągi kursowały w godzinach od 4.00 do 20.30, natomiast w weekendy od 6.00 do 19.45. Planowano także uruchomienie połączeń z Zielonej Góry i Gubina do Warszawy, na potrzeby których przewoźnik miał otrzymać dodatkowych 10 wagonów od DSB.
W chwili uruchomienia połączeń spółka zatrudniała 59 osób, w tym 12 na część etatu. Pociągi prowadziła dwuosobowa drużyna trakcyjna wyposażona w radiotelefon do łączności ze stacjami. Do obowiązków kierownika pociągu należało zamykanie i otwieranie rogatek na przejazdach, gdyż LKR nie zatrudniała dróżników. Po zatrzymaniu pociągu kierownik wysiadał z niego i opuszczał rogatki, po czym pociąg przejeżdżał przez przejazd, a pracownik otwierał szlaban i wracał do składu. By poprawić tę sytuację DSB planowały nieodpłatnie przekazać LKR kilka urządzeń samoczynnego zamykania rogatek. Kierownik pociągu obsługiwał również podróżnych i dysponował wydrukowanymi biletami. Ich sprzedaż odbywała się głównie w pociągach, gdyż przedsiębiorstwo posiadało tylko jedną kasę na dworcu w Zielonej Górze, a dodatkowo również kantor wymiany walut na przejściu granicznym w Olszynie. Po przesiadce z pociągu LKR do składu PKP za wypisanie biletu PKP nie pobierało dodatkowych opłat.

### Problemy
25 maja 1993 LKR miała zrealizować przejazd pociągu dodatkowego z wycieczką szkolną relacji Zielona Góra – Żagań. Ze względu na odmowę dostępu do infrastruktury przez PKP przewoźnik musiał odwołać pociąg i w jego miejscu podstawił autobus zastępczy.
Przejęcie na własność LKR infrastruktury kolejowej będącej własnością PKP okazało się problematyczne. Pierwotnie zakładano przekazanie na rzecz Skarbu Państwa całej infrastruktury, a następnie oddanie w użytkowanie LKR tylko jej części związanej z funkcjonowaniem kolei, podczas gdy reszta miała zostać skomunalizowana na rzecz gmin i następnie sprzedana. PKP natomiast były zdania, że LKR powinna przejąć wszystkie obiekty, łącznie z mieszkaniami kolejowymi i dworcami. Ponadto pociągi LKR na głównych liniach PKP mogły odjeżdżać tylko po pociągach przewoźnika państwowego. W lipcu 1993 dwaj przewoźnicy ponownie uzgodnili rozkład jazdy, natomiast w listopadzie po raz drugi została przedyskutowana kwestia zwolnienia LKR z opłat za przejazdy po liniach PKP oraz przeanalizowano zasady przekazywania infrastruktury.
Eksploatacja na liniach lokalnych taboru zaprojektowanego do ruchu ekspresowego była nieekonomiczna. Skład na 1 km trasy zużywał 2 l oleju napędowego, podczas gdy autobus szynowy serii SA101 wyprodukowany w 1992 przez ZNTK Poznań na tym samym odcinku zużywał 0,2 l paliwa. Jedno tankowanie pociągu LKR kosztowało spółkę 14 mln starych złotych, a wpływy z przebytej na nim trasy wynosiły 2,5 mln starych złotych. Nadto, tabor oczekiwał kosztownych remontów połączonych z regeneracją lub wymianą części.
Problemem okazało się również finansowanie spółki. Zgodnie z koncepcją jej powołania przedsiębiorstwo powinno się samofinansować, jednak podstawowa działalność, jaką były tylko przewozy pasażerskie, była deficytowa pomimo dotacji ministerialnej wynoszącej w całym 1993 około 10 mld starych złotych. Niezbędne stało się podjęcie zyskownych przewozów towarowych, o których uruchomienie LKR zabiegała od grudnia 1992. Dokładnie rok później przewoźnicy podpisali umowę o przewozie towarów.

### Likwidacja
Jako że PKP obsługiwały ważniejsze linie województwa zielonogórskiego, LKR miała niewielkie znaczenie w przewozach pasażerskich. Zapełnienie jej pociągów nie przekraczało 12%. Ponadto przewoźnik ostatecznie nie otrzymał od PKP zgody na uruchomienie przewozów towarowych mimo umowy z grudnia 1993 i przed spółką stanęła perspektywa strat w obsłudze bocznych linii pasażerskich przy jednoczesnych kosztach związanych z utrzymaniem infrastruktury i zaplecza. Spółka przewiozła około 150 tys. osób przynosząc 9 mld starych złotych straty. W związku z powyższym w 1994 wojewoda podjął decyzję o postawieniu w stan likwidacji spółki będącej obciążeniem dla budżetu województwa.
Usługi przewozowe były świadczone przez Lubuską Kolej Regionalną do lutego 1994. W rozkładzie jazdy na lato tego roku pociągi LKR oznaczono jako kursujące po ogłoszeniu, ale ostatecznie nie miało ono miejsca i połączenia nie zostały uruchomione.
8 lipca 1994 powołano likwidatora spółki, a 9 października został wystawiony na sprzedaż tabor przewoźnika. Dalsza likwidacja spółki, która w międzyczasie otrzymała za symboliczną opłatą dodatkowe 10 wagonów oraz starała się za pośrednictwem DSB o uzyskanie środków z Unii Europejskiej i innych organizacji, trwała do 1997.

## Tabor
| Seria DSB | Rodzaj wagonu                    | Numery DSB | Liczba sztuk | Długość   | Długość   | Masa | Liczba miejsc | Liczba miejsc | Liczba miejsc |
| Seria DSB | Rodzaj wagonu                    | Numery DSB | Liczba sztuk | pudła     | całkowita | Masa | 1 kl.         | 2 kl.         |               |
| --------- | -------------------------------- | ---------- | ------------ | --------- | --------- | ---- | ------------- | ------------- | ------------- |
| MA        | Wagon silnikowy                  | 461–470    | 10           | 19 200 mm | 19 960 mm | 51 t | –             | –             | –             |
| BS        | wagon sterowniczy 2. klasy       | 481–489    | 9            | 18 300 mm | 19 000 mm | 29 t | –             | 47            | –             |
| AM        | wagon osobowy 1. klasy           | 501–509    | 9            | 17 400 mm | 18 160 mm | 26 t | 36            | –             | –             |
| BM        | wagon osobowy 2. klasy           | 520–525    | 6            | 17 400 mm | 18 160 mm | 26 t | –             | 51            | –             |
| BMk       | wagon osobowy 2. klasy z bufetem | 531–535    | 5            | 17 400 mm | 18 160 mm | 28 t | –             | 40            | 16            |

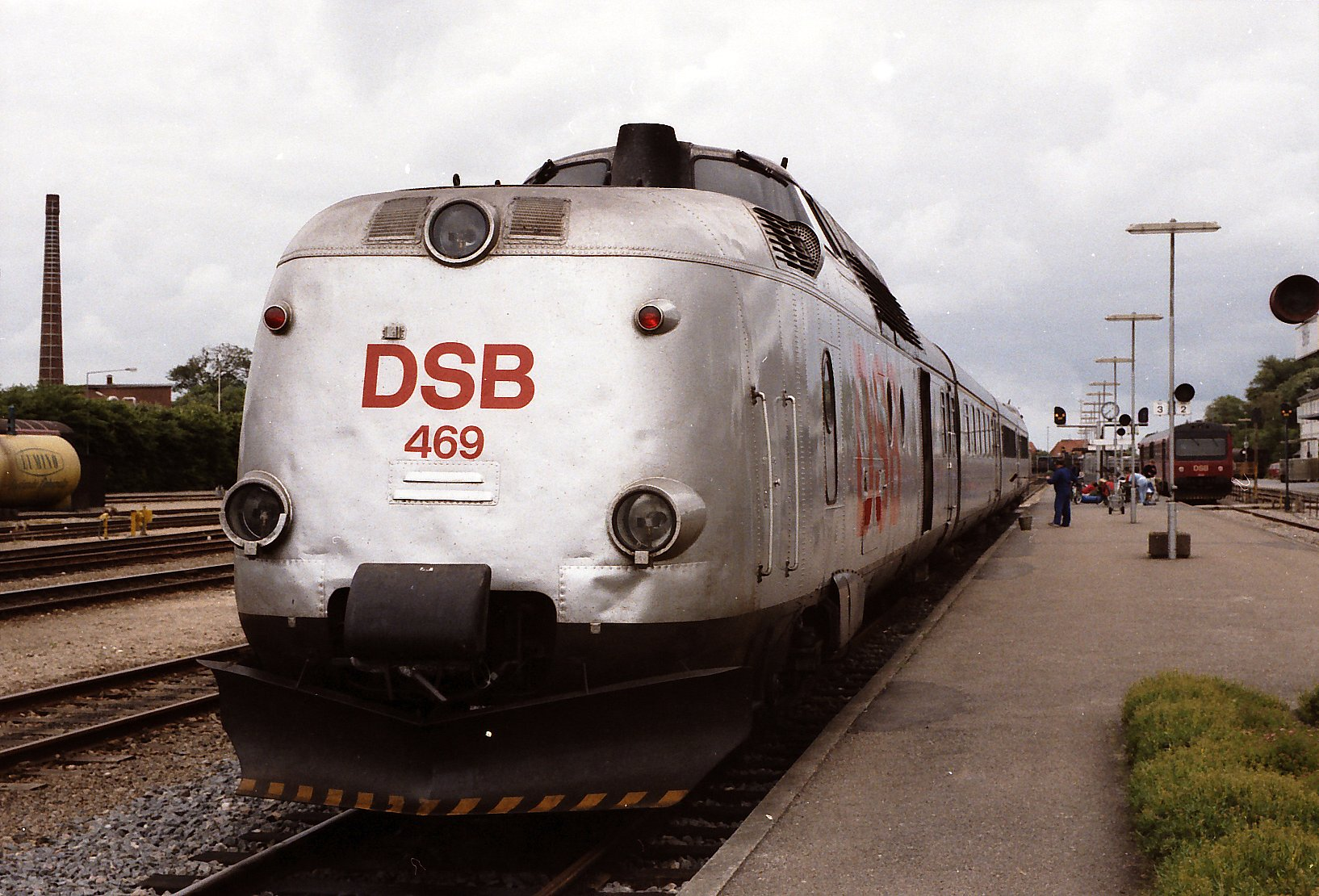
Wagon silnikowy

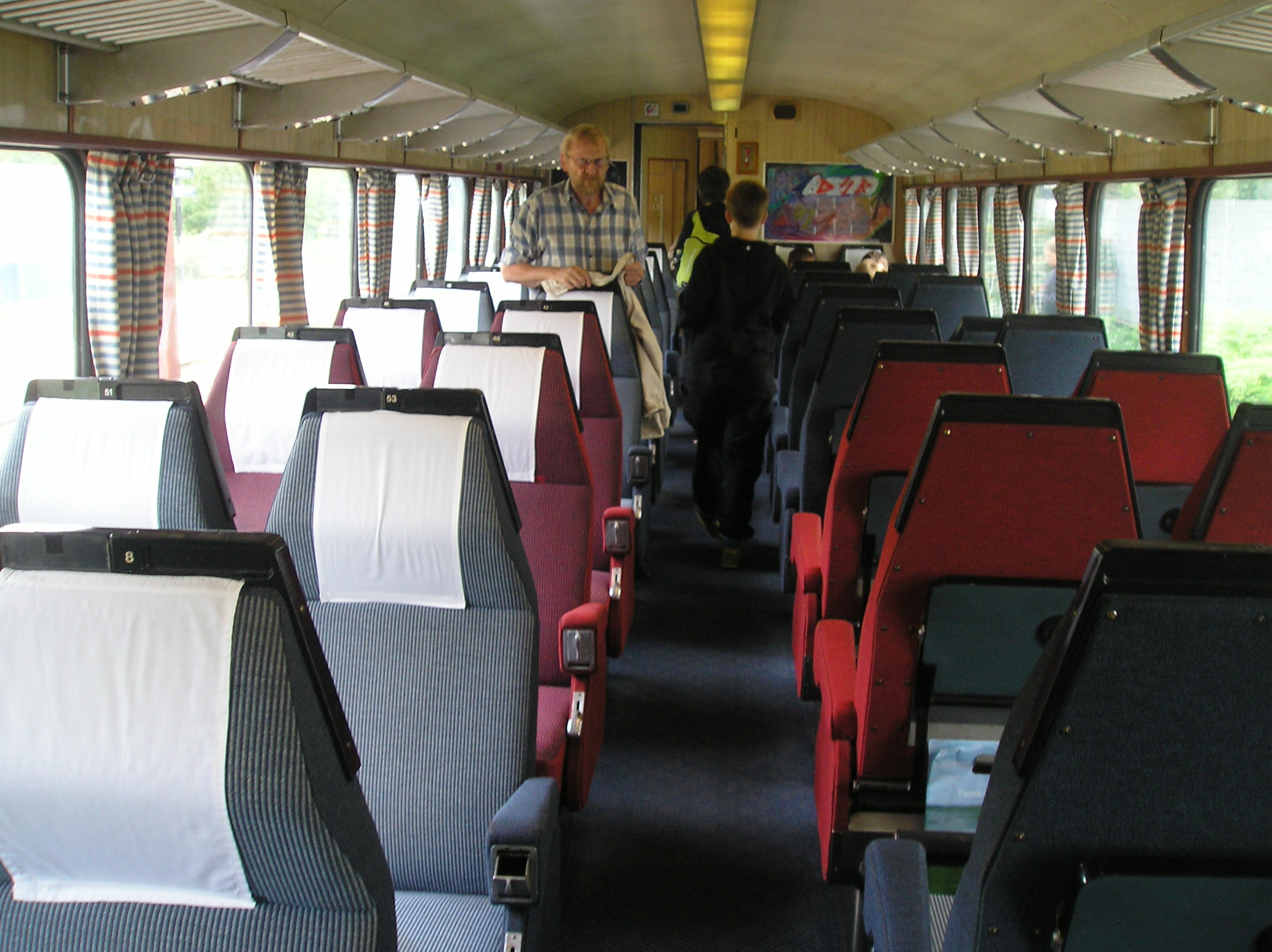
Wnętrze wagonu sterowniczego

W latach 1963–1966 niemieckie zakłady Maschinenfabrik Augsburg-Nürnberg, Linke-Hofmann-Busch i Waggonfabrik Wegmann wyprodukowały dla duńskich kolei DSB 11 spalinowych zespołów trakcyjnych. Każdy z zespołów składał się z wagonu silnikowego serii MA i wagonu sterowniczego 2. klasy serii BS na końcach, pomiędzy które włączano dwa wagony doczepne – 1. klasy serii AM oraz 2. klasy serii BM bądź ewentualnie 2. klasy z bufetem serii BMk. W Danii czterowagonowe pojazdy łączono parami w pociągi ośmiowagonowe. W każdej parze tylko jeden z zespołów posiadał bufet. Składy te eksploatowano do 1990 jako międzymiastowe pociągi ekspresowe lyntog (duń. błyskawica).
W II połowie 1991 Lubuska Kolej Regionalna zakupiła od DSB łącznie 39 wagonów, pośród których znalazło się 10 wagonów silnikowych umożliwiających zestawienie 10 składów. Do eksploatacji w Polsce dopuszczonych zostało 5, a 4 z nich były użytkowane. Ich żywotność określono na co najmniej 15 lat. Pojazdy te były uznawane za jedne z nowocześniejszych spośród taboru eksploatowanego wówczas w kraju. Były wyposażone w fotele lotnicze z ruchomymi oparciami, klimatyzację, drzwi otwierane przyciskiem, przedział barowy i toaletę, w której znajdował się przewijak dla niemowląt oraz można było korzystać z ciepłej i zimnej wody. Stacjonowały w Lokomotywowni Czerwieńsk, gdzie znajdował się również ich warsztat naprawczy. Ze względu na wygląd pojazdy nazywano srebrnymi strzałami lub cygarami.
W II połowie 1994 tabor posiadany przez spółkę postawioną w stan likwidacji został wystawiony na sprzedaż. Część wagonów bez homologacji została zezłomowana w należącym do spółki punkcie cięcia wagonów w Żarach, sprawne wagony silnikowe pocięto na złom na stacji Lubsko, a część pozostałych wagonów znalazła inne zastosowanie.